# Катастрофа АНТ-20бис
Катастрофа АНТ-20бис произошла в понедельник 14 декабря 1942 года в окрестностях Ташкента (Узбекская ССР). В авиакатастрофе погибло 36 человек — все пассажиры и члены экипажа.

## Самолёт
АНТ-20бис был построен в 1938 году, как серийная версия самолёта АНТ-20, разбившегося в 1935 году. По сравнению с АНТ-20, на АНТ-20бис были установлены более мощные двигатели М-34ФРНВ, что позволило поставить шесть двигателей вместо восьми, при этом отказавшись от установки двигателей в верхней части фюзеляжа. Пассажировместимость салона была увеличена до 64 мест. Лайнер получил обозначение типа ПС-124 (пассажирский самолёт завода № 124) и 15 мая 1939 года совершил свой первый полёт. Далее его перегнали в Москву, где после успешного прохождения испытаний ему присвоили бортовой номер СССР-Л760 и передали Аэрофлоту. Планировалось построить целую серию подобных самолётов. Однако после выпуска первого экземпляра производство было прекращено. АНТ-20бис поначалу совершал пассажирские рейсы по маршруту Москва — Харьков — Ростов-на-Дону — Минеральные Воды, пока в декабре 1940 года не был передан эскадрилье особого назначения московского аэропорта. Впоследствии на нём были установлены новые двигатели модели АМ-35 мощностью 1200 л. с. В ноябре 1941 года, в связи с военными событиями, лайнер перевели в Узбекское управление гражданского воздушного флота, где он начал обслуживать среднеазиатские маршруты. На день катастрофы общая наработка самолёта составляла 272 часа.

## Катастрофа
12 декабря 1942 года самолёт выполнил рейс из Ургенча (Узбекская ССР) в Чарджоу (Туркменская ССР), в ходе которого перевёз 85 пассажиров и 1925 килограмм груза. Командиром экипажа был пилот И. И. Говяз. Через два дня, 14 декабря самолёт продолжил рейс в следующий пункт назначения — Ташкент (Узбекская ССР). На его борту находились 10 членов экипажа и 26 пассажиров. Полёт проходил на высоте 500 метров. С момента вылета прошло 2 часа 10 минут, а до Ташкента оставалось от 50 до 90 километров (в разных источниках данные отличаются), когда авиалайнер вдруг опустил нос и помчался вниз, а затем под крутым углом (около 80°) врезался в землю и полностью разрушился. Все 36 человек на борту погибли.

## Причина
Как было установлено, командир экипажа И. И. Говяз разрешил поуправлять авиалайнером летевшему пассажиру — пилоту Козлову. Присматривать за Козловым должен был второй пилот Тропиков, сам же И. И. Говяз из кабины вышел. При этом на подлокотнике кресла пилота был установлен выключатель электрического механизма управления углом установки стабилизатора. По какой-то причине (случайно или преднамеренно) Козлов включил этот механизм, в результате чего верхняя кромка стабилизатора начала подниматься, тем самым переводя самолёт на пикирование. Из-за растерянности и небольшой высоты полёта Козлов не успел исправить развитие ситуации. Второй пилот Тропиков, в свою очередь, либо своевременно не заметил этого, либо не успел предпринять активные действия, чтобы избежать сваливания авиалайнера.